# Фаулз, Сильвия
Сильвия Шакерия Фаулз (англ. Sylvia Shaqueria Fowles; род. 6 октября 1985 года в Майами, штат Флорида, США) — американская профессиональная баскетболистка, выступавшая в женской национальной баскетбольной ассоциации. Она была выбрана на драфте ЖНБА 2008 года в первом раунде под общим вторым номером командой «Чикаго Скай». Играла на позиции центровой. Чемпионка ЖНБА и самый ценный игрок финала 2015 и 2017 годов в составе «Линкс». Четырёхкратная олимпийская чемпионка в составе национальной сборной США. Член баскетбольного зала славы с 2025 года.

## Карьера в ЖНБА
Фаулз была выбрана на драфте ЖНБА 2008 года в первом раунде под общим вторым номером клубом «Чикаго Скай». Уже в дебютном сезоне она в среднем за игру набирала 10,8 очка и делала 7,6 подбора. В 2009 году участвовала в матче всех звёзд ЖНБА, в котором сделала слэм-данк, став третьим игроком в истории ассоциации, выполнившей удачный бросок сверху в матчах всех звёзд.
В сентябре 2014 года Фаулз попросила обменять её в какую-нибудь более успешную команду, однако руководство «Скай» отказалось вначале. Поэтому первую половину сезона она просидела на скамейке запасных, пока 27 июля 2015 года её не обменяли в «Миннесоту Линкс». 14 октября 2015 года в пятой игре финальной серии против «Индианы Фивер» Фаулз набрала 20 очков и сделала 11 подборов. «Линкс» выиграли третий чемпионский титул за последние пять лет, а Сильвия была названа самым ценным игроком финальной серии.